# Stefan Księski
Stefan Księski z Wronowa herbu Topór (zm. 1676) – podstarości i sędzia grodzki krakowski w latach 1667–1676, burgrabia krakowski w latach 1659–1676, pisarz grodzki krakowski w latach 1658–1667, pisarz grodzki nowokorczyński w latach 1648–1650.

## Życiorys
Poseł województwa krakowskiego na sejmy lat: 1659, 1661, 1662, 1665, 1666 (I), 1666 (II), 1667, 1668 (I), sejm konwokacyjny 1668, 1669.
Był członkiem konfederacji generalnej zawiązanej 5 listopada 1668 roku na sejmie konwokacyjnym. W czasie elekcji 1669 roku został sędzią generalnego sądu kapturowego. Poseł na sejm nadzwyczajny 1670 roku z województwa krakowskiego.
Był członkiem konfederacji generalnej zawiązanej 15 stycznia 1674 roku na sejmie konwokacyjnym. W 1674 roku był elektorem Jana III Sobieskiego z województwa krakowskiego. Poseł sejmiku proszowickiego województwa krakowskiego na sejm koronacyjny 1676 roku.